# 松美夜孤雨兵
松美夜 孤雨兵（まつみや こうへい、1985年9月6日 - ）は、日本の作曲家、編曲家、キーボーディスト。東京都出身。

## 概要
名前は文字だけを見ると非常に複雑であるが、読み方は本名と同じである。 理由は芸名をつけると仕事等で名乗る時に本名と間違いそうになる為。楽曲提供したアーティストのライブ等ではキーボードを演奏する。

## ゲーム
- DSゲーム『ふしぎ遊戯 DS』
  - OP主題歌「Wish〜出逢いを越えて〜」（吉岡亜衣加、編曲、演奏）
- PS2ゲーム『L2 Love×Loop』
  - 挿入歌「優しく廻る」（吉岡亜衣加、編曲）
- PS2/PSPゲーム『萌え萌え2次大戦（略）☆デラックス』
  - EDテーマ曲「生マレタ理由」（Cheerful+Colorful、編曲、演奏）
- PSPゲーム『二世の契り』
  - OP主題歌「約束しよう」（カンノユウキ、作曲）
  - 挿入歌「掌中の鳥」（吉岡亜衣加、作曲）
  - BGM
- DSゲーム『薄桜鬼 遊戯録 DS』
  - ED主題歌「ポケットキャンディー」（吉岡亜衣加、編曲）
- Xbox 360ゲーム『俺の嫁 〜あなただけの花嫁〜』
  - BGM
- オンラインゲーム『真・女神転生IMAGINE』
  - 挿入歌「HELL or HEAVEN」（沢城みゆき、作/編曲、演奏）
- PSPゲーム『二世の契り 想い出の先へ』
  - OP主題歌「泡沫の夢」（カンノユウキ、作/編曲、演奏）
  - BGM
- PSPゲーム『アンジェリーク 魔恋の六騎士』
  - BGM
- PSPゲーム『薄桜鬼 遊戯録弐 祭囃子と隊士達』
  - OP主題歌「夢・彩・とりどり」（吉岡亜衣加、作曲）
- PSPゲーム『いっしょにごはん。PORTABLE』
  - BGM

## シングル
- 時東ぁみ

キューピットピンクな恋
- 「キューピットピンクな恋」（作/編曲、演奏）
- c/w「君へ」（編曲、演奏）

- カンノユウキ

泡沫の夢
- 「泡沫の夢」（作/編曲、演奏）
- c/w「Rave on」（作/編曲、演奏）

## アルバム
- 吉岡亜衣加

夢花車
- 「掌中の鳥」（作曲）

時の彩り
- 「ポケットキャンディー」（編曲）

- 青葉りんご

Adam's Apple 
- 「TORNADO DAYS -ringo ver-」（作/編曲）

- カンノユウキ

Piercing Voice
- 「約束しよう」（作曲）
- 「HELL or HEAVEN」（作/編曲、演奏）
- 「暁ヲ越エテ」（詞、作/編曲、演奏）
- 「RESET」（作/編曲、演奏）
- 「DEAD END」（作/編曲、演奏）

- 宮沢ゆあな

絆星-kizunabosi-
- 「Tick」（編曲）
- 「さくらのように -yuana ver-」（編曲）
- 「朱に染まれ」（編曲、演奏）
- 「螺旋の果てで待ってる」（プログラミング）

- 二世の契りオリジナルサウンドトラック
  - track 18を除く全曲（作曲）
- 「二世の契り 想い出の先へ」オリジナルサウンドトラック
  - track 13を除く全曲（作曲）
- 俺の嫁~あなただけの花嫁~オリジナルサウンドトラック
  - track 02、04、08、09、11、13（作曲）

## CM
- ロート製薬 アルガードオープニングテーマ曲

＠Ringo
- 『進め!アルガード!!』（作/編曲、演奏）

- ロート製薬 アルガードエンディングテーマ曲

＠Ringo
- 『勇気の花』（作/編曲、演奏）